# Kryobot

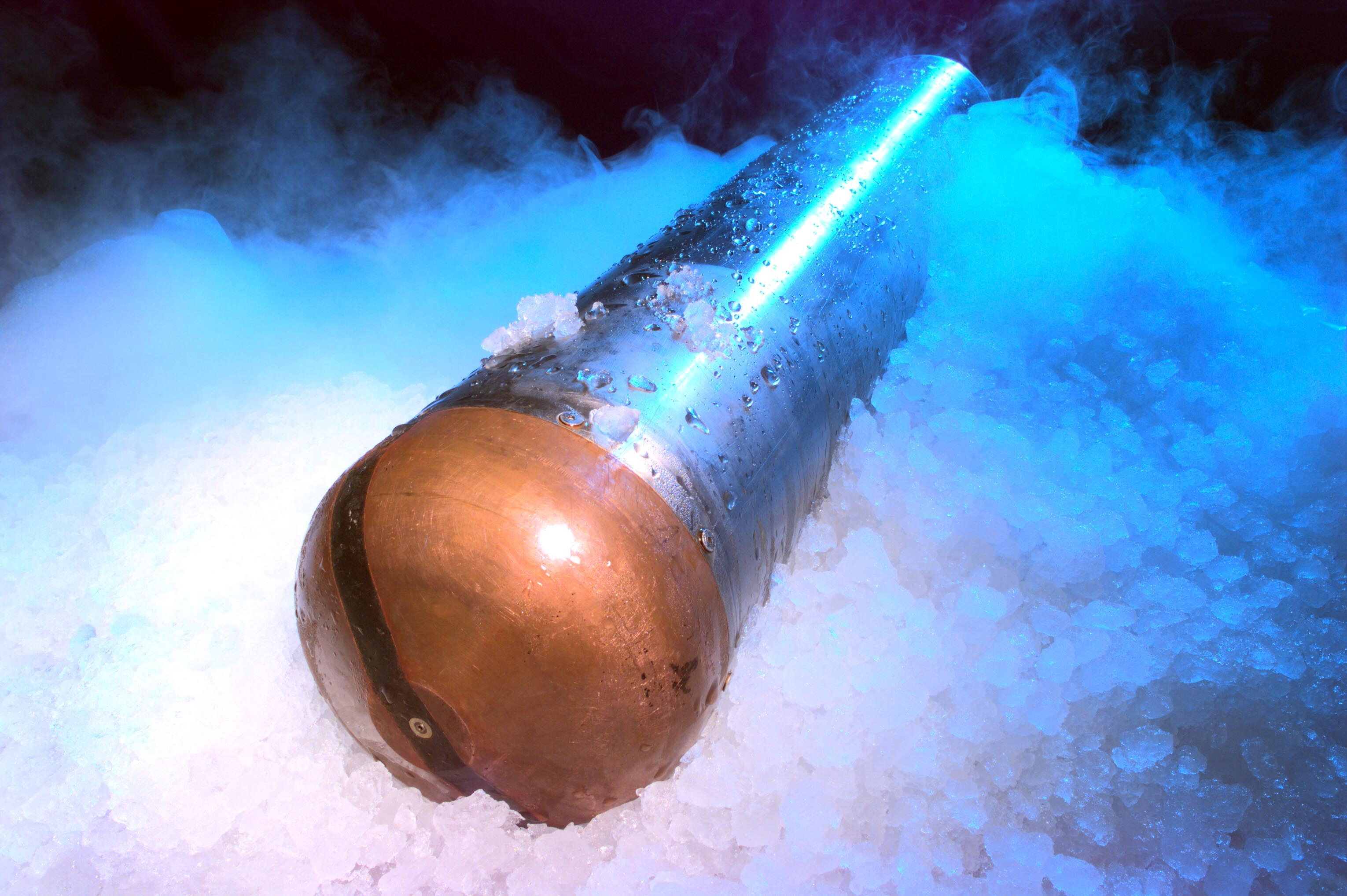
Prototyp eines Kryobots

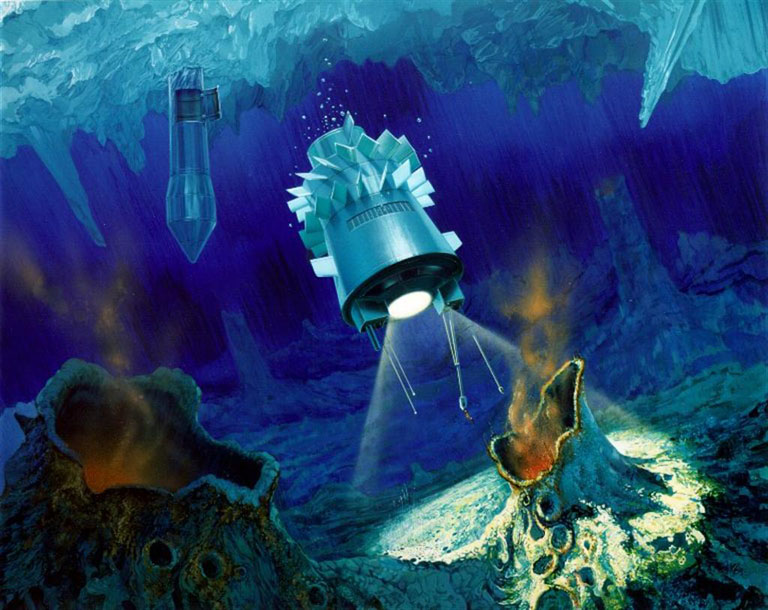
Kryobot setzt einen Hydrobot (Unterwasserroboter) in dem hypothetischen Europa-Ozean aus

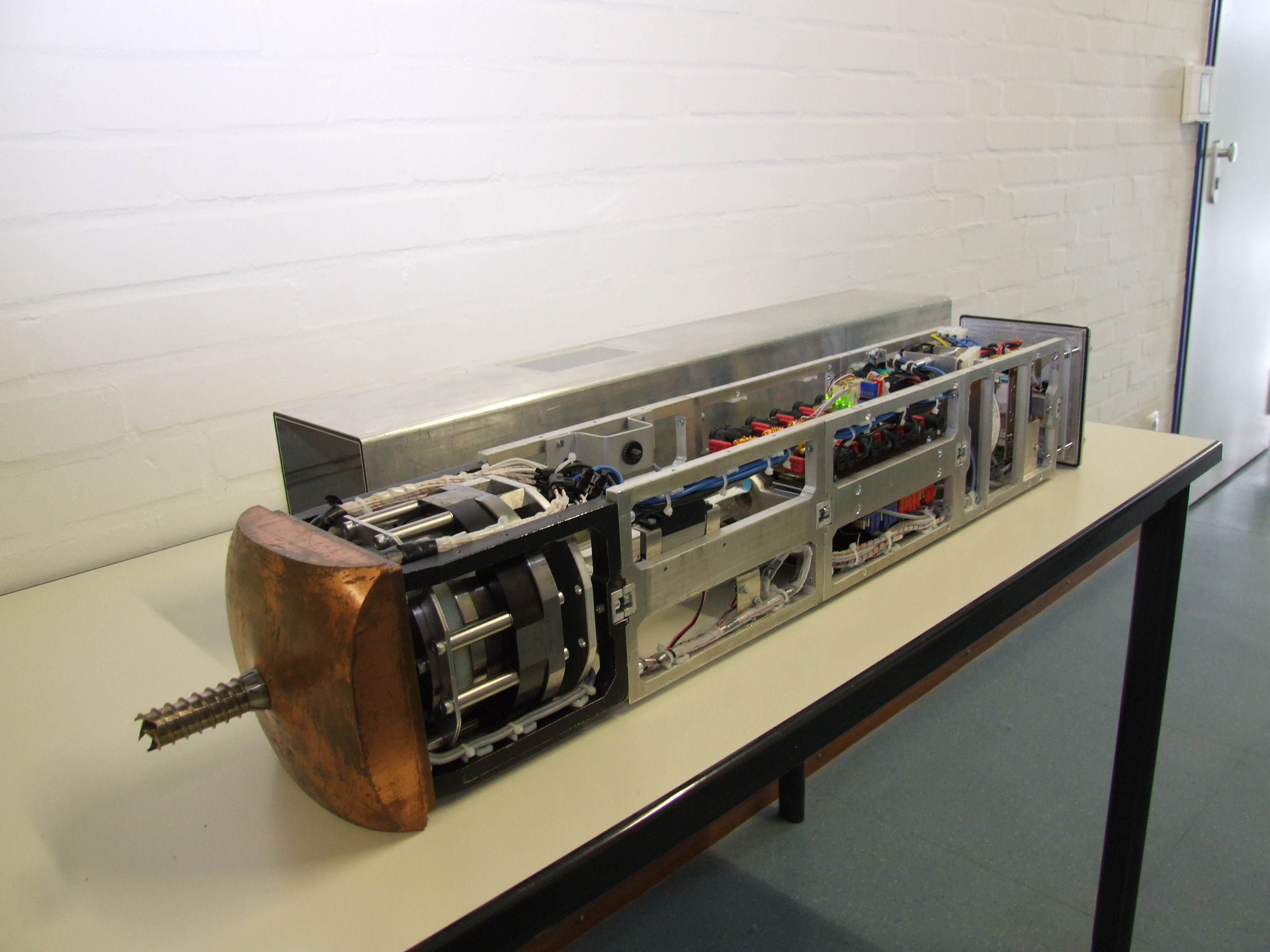
Prototyp einer Weiterentwicklung: IceMole

Ein Kryobot ist eine Sonde, die sich durch Eis hindurchschmilzt, um dieses und darunterliegende Medien zu erkunden.
Das Kunstwort Kryobot setzt sich aus den Wörtern Kryos (gr.: das Kalte) und Roboter (abgeleitet tschech.: arbeiten) zusammen und bedeutet somit in etwa Eisroboter oder Eissonde.
Kryobots existieren bislang nur in theoretischen Überlegungen und als vereinzelte erste Prototypen. Bisher erreichen diese Prototypen nur wenige Dekameter Tiefe. Geplante Einsatzgebiete sind vor allem die Erkundung der Eistiefen und darunterliegender Gewässer der Arktis und Antarktis sowie in fernerer Zukunft die Erforschung des Mars und der Eismonde des äußeren Sonnensystems. Hierbei ist ganz besonders an die Untersuchung des Jupitermondes Europa und des Saturnmondes Enceladus zu denken, unter deren Eispanzer flüssiges Salzwasser als potenzielle Lebensräume außerirdischen Lebens vermutet werden kann.
Der ursprüngliche Kryobot ist die sogenannte Philberth-Sonde, die von dem Deutschen Physiker Karl Philberth erfunden und erstmals in den 1960er Jahren bei der Internationalen Glaziologischen Grönland Expedition (EGIG) mit einer Bohrtiefe von über 1000 Metern demonstriert wurde.